# Ахмед Садулов
Ахмед Садулов Ахмедов е български историк – османист.

## Биография
Роден е на 28 октомври 1935 г. в Млечино. Когато е 8-годишен, семейството му се преселва в Елена, където той завършва гимназия. През 1960 г. завършва история в Бакинския държавен университет, Азербайджан с отличие, след което се завръща в България и работи като учител по история в руската гимназия в Пловдив.
От 1966 г. е асистент по нова и най-нова история във Великотърновския университет, старши асистент, като междувременно специализира в Московския университет. Доктор по история от 1972 г. с разработка за етатизма и политическите борби в Турция през първата половина на XX век.
От 1973 г. е главен асистент и като такъв специализант в Сорбоната от 1974 до 1979 г. Доктор на историческите науки на Сорбоната от 1980 г. и доцент в катедра „История на Византия и балканските народи“ в Историческия факултет на Софийския университет от 1983 г., където е лектор по балканска история. Професор по история на Софийския университет от 2001 г. и като такъв се пенсионира през 2003 г., но продължава изследователската си дейност и като професор на Шуменския университет от 2003 г.
В изборите за VII ВНС е кандидат-депутат от БСП, но е победен от Бахри Юмер от село Папрат – бъдещ кмет на Джебел от ДПС.
Умира на  2 януари 2020 г. в София.